# Zwitserland op de Olympische Winterspelen 1984
Tijdens de Olympische Winterspelen van 1984, die in Sarajevo (Joegoslavië) werden gehouden, nam Zwitserland voor de veertiende keer deel.

## Medailleoverzicht
| Sport       | Olympiër                                                      | Discipline       | Medaille |
| ----------- | ------------------------------------------------------------- | ---------------- | -------- |
| Alpineskiën | Max Julen                                                     | reuzenslalom (m) | Goud     |
| Alpineskiën | Michela Figini                                                | afdaling (v)     | Goud     |
| Alpineskiën | Peter Müller                                                  | afdaling (m)     | Zilver   |
| Alpineskiën | Maria Walliser                                                | afdaling (v)     | Zilver   |
| Bobsleeën   | Silvio Giobellina Heinz Stettler Urs Salzmann Rico Freiermuth | 4-mansbob (m)    | Brons    |

## Deelnemers en resultaten

### Alpineskiën
| Olympiër          | Discipline       | Resultaat | Prestatie                       |
| ----------------- | ---------------- | --------- | ------------------------------- |
| Thomas Bürgler    | reuzenslalom (m) | 11e       | 2.43,84 (+2,66) 1.21,75+1.22,09 |
| Thomas Bürgler    | slalom (m)       | 10e       | 1.42,03 (+2,62) 53,16+48,87     |
| Conradin Cathomen | afdaling (m)     | 14e       | 1.47,63 (+2,04)                 |
| Joël Gaspoz       | reuzenslalom (m) | 10e       | 2.43,60 (+2,42) 1.21,98+1.21,62 |
| Joël Gaspoz       | slalom (m)       | dnf-1     | opgave run 1                    |
| Max Julen         | reuzenslalom (m) | Goud      | 2.41,18 1.20,54+1.20,64         |
| Max Julen         | slalom (m)       | dnf-1     | opgave run 1                    |
| Peter Müller      | afdaling (m)     | Zilver    | 1.45,86 (+0,27)                 |
| Urs Räber         | afdaling (m)     | 5e        | 1.46,32 (+0,73)                 |
| Pirmin Zurbriggen | afdaling (m)     | 4e        | 1.46,05 (+0,46)                 |
| Pirmin Zurbriggen | reuzenslalom (m) | dnf-1     | opgave run 1                    |
| Pirmin Zurbriggen | slalom (m)       | dnf-1     | opgave run 1                    |
|                   |                  |           |                                 |
| Ariane Ehrat      | afdaling (v)     | 4e        | 1.13,95 (+0,59)                 |
| Michela Figini    | afdaling (v)     | Goud      | 1.13,36                         |
| Michela Figini    | reuzenslalom (v) | 12e       | 2.23,34 (+2,36) 1.10,58+1.12,76 |
| Erika Hess        | reuzenslalom (v) | 7e        | 2.22,51 (+1,53) 1.10,54+1.11,97 |
| Erika Hess        | slalom (v)       | 5e        | 1.37,91 (+1,44) 49,57+48,34     |
| Monika Hess       | reuzenslalom (v) | 15e       | 2.24,58 (+3,60) 1.10,90+1.13,68 |
| Monika Hess       | slalom (v)       | 11e       | 1.38,67 (+2,20) 49,55+49,12     |
| Brigitte Oertli   | afdaling (v)     | 12e       | 1.14,93 (+1,57)                 |
| Brigitte Oertli   | slalom (v)       | dnf-1     | opgave run 1                    |
| Maria Walliser    | afdaling (v)     | Zilver    | 1.13,41 (+0,05)                 |
| Maria Walliser    | reuzenslalom (v) | dnf-1     | opgave run 1                    |

### Biatlon
| Olympiër   | Discipline | Resultaat | Prestatie                                   |
| ---------- | ---------- | --------- | ------------------------------------------- |
| Beat Meier | 10 km (m)  | 32e       | 34.22,1 (+3.28,3) pen.: 4 (1 / 3)           |
| Beat Meier | 20 km (m)  | 31e       | 1:21.24,4 (+9.31,7) pen.: 7 (0 / 2 / 2 / 3) |

### Bobsleeën
| Olympiër                                                      | Discipline                   | Resultaat | Prestatie                                       |
| ------------------------------------------------------------- | ---------------------------- | --------- | ----------------------------------------------- |
| Hans Hiltebrand Meinrad Müller                                | 2-mansbob (m) Zwitserland I  | 5e        | 3.26,76 (+1,20) (51,73 / 52,21 / 51,35 / 51,47) |
| Ralph Pichler Rico Freiermuth                                 | 2-mansbob (m) Zwitserland II | 6e        | 3.28,23 (+2,67) (52,21 / 52,21 / 51,84 / 51,97) |
| Silvio Giobellina Heinz Stettler Urs Salzmann Rico Freiermuth | 4-mansbob (m) Zwitserland I  | Brons     | 3.21,39 (+1,17) (49,92 / 50,48 / 50,49 / 50,50) |
| Ekkehard Fasser Hans Märchy Kurt Poletti Rolf Strittmatter    | 4-mansbob (m) Zwitserland II | 4e        | 3.22,90 (+2,68) (50,46 / 50,60 / 50,81 / 51,03) |

### Kunstrijden
| Olympiër         | Discipline | Resultaat | Prestatie                                                        |
| ---------------- | ---------- | --------- | ---------------------------------------------------------------- |
| Sandra Cariboni  | vrouwen    | 11e       | 20,0 punten (verpl. figuren: 4 - korte kür: 14 - lange kür: 12)  |
| Myriam Oberwiler | vrouwen    | 14e       | 28,2 punten (verpl. figuren: 15 - korte kür: 13 - lange kür: 14) |

### Langlaufen
| Olympiër                                                         | Discipline            | Resultaat | Prestatie                                                   |
| ---------------------------------------------------------------- | --------------------- | --------- | ----------------------------------------------------------- |
| Markus Fähndrich                                                 | 15 km (m)             | 32e       | 44.08,0 (+2.42,4)                                           |
| Markus Fähndrich                                                 | 50 km (m)             | 25e       | 2:25.26,4 (+9.30,6)                                         |
| Andi Grünenfelder                                                | 15 km (m)             | 11e       | 42.45,7 (+1.20,1)                                           |
| Andi Grünenfelder                                                | 30 km (m)             | 19e       | 1:33.26,4 (+4.30,1)                                         |
| Andi Grünenfelder                                                | 50 km (m)             | 6e        | 2:19.46,2 (+3.50,4)                                         |
| Giachem Guidon                                                   | 15 km (m)             | 12e       | 42.45,9 (+1.20,3)                                           |
| Giachem Guidon                                                   | 30 km (m)             | 20e       | 1:33.28,3 (+4.32,0)                                         |
| Giachem Guidon                                                   | 50 km (m)             | 19e       | 2:24.25,9 (+8.30,1)                                         |
| Konrad Hallenbarter                                              | 15 km (m)             | 28e       | 44.00,3 (+2.34,7)                                           |
| Konrad Hallenbarter                                              | 30 km (m)             | 28e       | 1:35.23,2 (+6.26,9)                                         |
| Konrad Hallenbarter                                              | 50 km (m)             | 9e        | 2:21.11,6 (+5.15,8)                                         |
| Daniel Sandoz                                                    | 30 km (m)             | 46e       | 1:39.18,6 (+10.22,3)                                        |
| Giachem Guidon Konrad Hallenbarter Joos Ambühl Andi Grünenfelder | 4x10 km estafette (m) | 5e        | 1:58.06,0 (+2.59,7) (29.42,9 / 29.48,7 / 29.28,5 / 29.05,9) |
|                                                                  |                       |           |                                                             |
| Monika Germann                                                   | 5 km (v)              | 42e       | 19.42,0 (+2.38,0)                                           |
| Monika Germann                                                   | 10 km (v)             | 38e       | 35.36,0 (+3.51,8)                                           |
| Monika Germann                                                   | 20 km (v)             | 34e       | 1:08.25,5 (+6.40,5)                                         |
| Christina Brügger                                                | 5 km (v)              | 35e       | 18.56,2 (+1.52,2)                                           |
| Christina Brügger                                                | 10 km (v)             | 20e       | 34.17,8 (+2.33,6)                                           |
| Evi Kratzer                                                      | 5 km (v)              | 9e        | 17.47,5 (+43,5)                                             |
| Evi Kratzer                                                      | 10 km (v)             | 11e       | 33.04,8 (+1.20,6)                                           |
| Evi Kratzer                                                      | 20 km (v)             | 8e        | 1:03.56,4 (+2.11,4)                                         |
| Karin Thomas                                                     | 5 km (v)              | 26e       | 18.30,4 (+1.26,4)                                           |
| Karin Thomas                                                     | 10 km (v)             | 23e       | 34.31,6 (+2.47,4)                                           |
| Karin Thomas                                                     | 20 km (v)             | 22e       | 1:06.36,1 (+4.51,1)                                         |
| Karin Thomas Monika Germann Christina Brügger Evi Kratzer        | 4x5 km estafette (v)  | 6e        | 1:09.40,3 (+2.50,6) (17.38,9 / 17.45,2 / 17.28,7 / 16.47,5) |

### Noordse combinatie
| Olympiër         | Discipline | Resultaat | Prestatie                                                                                           |
| ---------------- | ---------- | --------- | --------------------------------------------------------------------------------------------------- |
| Walter Hurschler | mannen     | 26e       | 348,740 punten schans: 143,8 p 60,2 (63,0 m)+64,9 (66,0 m)+78,9 (74,0 m) 15 km: 204,940 p (48.12,4) |

### Schaatsen
| Olympiër       | Discipline | Resultaat | Prestatie       |
| -------------- | ---------- | --------- | --------------- |
| Silvia Brunner | 500 m (v)  | 11e       | 42,99 (+1,97)   |
| Silvia Brunner | 1000 m (v) | 11e       | 1.26,61 (+5,00) |
| Silvia Brunner | 1500 m (v) | 16e       | 2.12,62 (+9,20) |

### Schansspringen
| Olympiër            | Discipline         | Resultaat | Prestatie                                        |
| ------------------- | ------------------ | --------- | ------------------------------------------------ |
| Christian Hauswirth | normale schans (m) | 48e       | 159,2 punten 76,6 p. (73,5 m) + 82,6 p. (76,0 m) |
| Fabrice Piazzini    | normale schans (m) | 53e       | 152,6 punten 76,5 p. (75,0 m) + 76,1 p. (73,5 m) |
| Fabrice Piazzini    | grote schans (m)   | 40e       | 151,5 punten 74,8 p. (91,5 m) + 76,7 p. (92,5 m) |
| Hansjörg Sumi       | normale schans (m) | 32e       | 178,5 punten 89,5 p. (80,0 m) + 89,0 p. (80,0 m) |
| Hansjörg Sumi       | grote schans (m)   | 22e       | 176,4 punten 88,3 p. (99,0 m) + 88,1 p. (98,5 m) |

Andorra · Argentinië · Australië · België · Bolivia · Bondsrepubliek Duitsland · Britse Maagdeneilanden · Bulgarije · Canada · Chili · China · Chinees Taipei · Costa Rica · Cyprus · Duitse Democratische Republiek · Egypte · Finland · Frankrijk · Griekenland · Groot-Brittannië · Hongarije · IJsland · Italië · Japan · Joegoslavië · Libanon · Liechtenstein · Marokko · Mexico · Monaco · Mongolië · Nederland · Nieuw-Zeeland · Noord-Korea · Noorwegen · Oostenrijk · Polen · Puerto Rico · Roemenië · San Marino · Senegal · Sovjet-Unie · Spanje · Tsjecho-Slowakije · Turkije · Verenigde Staten · Zuid-Korea · Zweden · Zwitserland